# 2020 год в Азербайджане
В этой статье приведены события, произошедшие в 2020 году в Азербайджане.
- Год волонтёров[1]

## Февраль
- 9 февраля — Внеочередные выборы в Милли Меджлис[2]
- 28 февраля — Зафиксирован первый случай заражения коронавирусной инфекцией COVID-19[3]
- 29 февраля — Пограничная служба Азербайджана закрыла границу с Ираном[4]

## Март
- 3 марта — Все учебные заведения и другие связанные с этим учреждениями мероприятия были приостановлены[5]
- 13 марта
  - Азербайджан и Грузия закрыли общую границу для всех видов транспорта[6]
  - Введён «режим самоизоляции»
- 14 марта — Азербайджан и Турция закрыли общую границу для всех видов транспорта[7]
- 18 марта
  - Приостановлено транспортное сообщение между Азербайджаном и Россией[8]
  - Открыта Абшеронская кольцевая линия[9]

## Апрель
- 28 апреля — Отозваны лицензии AtaBank[азерб.] и Amrahbank[азерб.][10][11]

## Июль
- 12 — 16 июля — Товузские столкновения

## Сентябрь
- 27 сентября
  - Начало Второй Карабахской войны
  - Министерство обороны Азербайджана объявило о контрнаступательной операции по всему фронту[12]
  - Минобороны Азербайджана сообщило об освобождении семи сёл: Караханбейли, Карвенд, Горадиз, Юхары Абдурахманлы, Ашагы Абдурахманлы Физулинского района, Бёюк Марджанлы и Нузгер Джебраильского района[13].
  - Азербайджанские войска взяли под контроль высоту Муровдаг[14].

## Октябрь
- 3 октября
  - Азербайджанские войска взяли под контроль село Мадагиз[15].
  - Президент Ильхам Алиев заявил об освобождении шести сёл: Талыш в Тертерском, Мехдили, Чахырлы, Ашагы Маралян, Шейбей, Куйджак в Джебраильском Азербайджана[16].
- 4 октября — Азербайджанские войска взяли под контроль город Джебраил[17] и девять сёл Джебраильского района: Дашкесан, Дажал, Кархулу, Шукюрбейли, Черекен, Хоровлу, Махмудлу, Джафарабад, Юхары Маралян.
- 4—11 октября — Бомбардировки Гянджи[18]
- 5 октября — Азербайджанская армия освободила три села Джебраильского района: Шихали Агалы, Сариджалы, Мазра.
- 9 октября — Президент Ильхам Алиев заявил об освобождении посёлка Гадрут, сёл Чайлы, Юхары Гюзляк, Гёразыллы, Кышлаг, Гараджаллы, Эфендиляр, Сулейманлы, Сур[19].
- 14 октября — Президент Ильхам Алиев заявил об освобождении сёл Гарадаглы, Хатынбулак, Каракёллу Физулинского района и сёл Булутан, Меликджанлы, Кямяртюк, Тякя, Тагасер Ходжавендского района[20].
- 15 октября — Азербайджанская армия освободила сёла Эдиша, Дудукчи, Эдилли, Чиракуз Ходжавендского района, село Арыш Физулинского района, село Дошулу Джебраильского района.
- 16 октября — Азербайджанская армия освободила сёла Хырманджиг, Агбулаг, Ахуллу Ходжавендского района.
- 17 октября — Азербайджанская армия освободила город Физули и сёла Кочахмедли, Чимен, Джуварлы, Пирахмедли, Мусабейли, Ишиглы, Дедели Физулинского района.
- 18 октября — Азербайджанская армия подняла флаг Азербайджана над Худаферинским мостом.
- 19 октября — Азербайджанская армия освободила сёла Солтанлы, Амирварлы, Машанлы, Гасанлы, Аликейханлы, Гумлаг, Гаджилы, Геярчинвейселли, Ниязкулулар, Кечал Мамедли, Шахвелли, Гаджи Исмаиллы, Исаглы Джебраильского района.
- 20 октября — Азербайджанская армия освободила сёла Хавалы, Зернели, Мамедбейли, Хекери, Шарифан, Муганлы Зангеланского района и город Зангелан; Дордчинар, Кюрдлер, Юхары Абдуррахманлы, Гаргабазар, Ашагы Вейселли, Юхары Айбасанлы Физулинского района; Сарафша, Гасангайды, Фуганлы, Имамбагы, Даш Вейселли, Агтепе, Ярахмедли Джебраильского района; Агджакенд, Мюлькюдере, Дашбаши, Гюнешли, Чинарлы Ходжавендского района.
- 21 октября — Азербайджанская армия освободила поселок Миндживан, села Хурама, Хумарлы, Сарыл, Бабайлы, Учунджю Агалы, Гаджаллы, Гырах Мюшлан, Удгюн, Турабад, Ичери Мюшлан, Меликли, Джахангирбейли, Бахарлы Зангеланского района; Бальянд, Папы, Тулус, Гаджилы, Тинли Джебраильского района; Геджагезлю, Ашагы Сеидахмедлы, Зергер Физулинского района.
- 22 октября — Азербайджанская армия освободила села Коллугышлаг, Малаткешин, Кенд Зангилан, Генлик, Велигулубейли, Гарадере, Чопедере, Татар, Тири, Эмирханлы, Гаргулу, Бартаз, Деллекли и поселок Агбенд Зангеланского района; Сирик, Шихлар, Масталыбейли, Дерзили Джебраильского района; Моллавели, Юхары Рефединли, Ашагы Рефединли Физулинского района.
- 23 октября — Азербайджанская армия освободила села Доланлар, Буньядлы Ходжавендского района; Даг Тумас, Нюсюс, Халафли, Минбашилы, Вейселли Джебраильского района; Венедли и Мирзагасанлы Зангеланского района; Зиланлы, Кюрд Махрызлы, Муганлы и Алагуршаг Губадлинского района.
- 25 октября — Президент Ильхам Алиев заявил об освобождении города Губадлы[21].
- 26 октября — Азербайджанская армия освободила села Падар, Эфендиляр, Юсифбейли, Чайтумас, Ханлык, Сарыятаг, Моллабурхан Губадлинского района; Алыбейли I, Алыбейли II, Рабенд, Еникенд Зангеланского района; Софулу, Дагмашанлы, Кюрдляр, Хавыслы, Челябиляр Джебраильского района.
- 28 октября
  - Бомбардировка Барды
  - Азербайджанская армия освободила села Агалы I, Агалы II Зангеланского района, Мандылы Физулинского района, Казанзами, Ханагябулак, Чуллу, Кушчулар, Караагач Джебраильского района, Кияслы, Абильджа, Гилиджан Губадлинского района.
- 30 октября — Азербайджанская армия освободила села Худавердили, Курбантепе, Шахвеледли, Хубъярлы Джебраильского района; Аладин, Вежнали Зангеланского района; Кевдадых, Мамар, Моллалы Губадлинского района.

## Ноябрь
- 2 ноября — Азербайджанская армия освободила села Чапранд, Гаджи Исаклы, Кошабулак Джебраильского района; Дере Гилятаг, Бёюк Гилятаг Зангеланского района; Ишыглы, Мурадханлы, Миланлы Губадлинского района.
- 4 ноября — Азербайджанская армия освободила села Миряк и Кавдар Джебраильского района; Мешадиисмаиллы и Шафибейли Зангеланского района; Башарат, Каракишиляр и Караджаллы Губадлинского района.
- 7 ноября — Президент Азербайджана Ильхам Алиев объявил взятии под контроль сёл Юхары Вейсалли, Юхары Сеидахмедли, Корган, Махмудлу 3-е, Каджар, Диваналылар Физулинского района; Юхары Мазра, Янархадж Джебраильского района; Казьян, Бала-Солтанлы, Марданлы Губадлинского района; Бешдали Зангеланского района; Карабулак, Мошхмаат Ходжалинского; Атагут и Цакури Ходжавендского района.
- 8 ноября — Президент Азербайджана Ильхам Алиев объявил об освобождении города Шуша
- 9 ноября — сёл Кобу Дилагарда, Ял Пирахмедли, Юхары-Яглевенд, Дилагарда, Сеид Махмудлу, Алеcкерли, Ашагы Гюзляк, Говшатлы, Мирзаджамаллы, Шекерджик, Мердинли, Шыхлы, Карамамедли, Довлетярлы, Гаджилы, Гусейнбейли, Сараджык Физулинского района; Демирчиляр, Чанахчи, Мадаткенд, Сигнах Ходжалинского района; Сусанлыг, Домы, Туг, Акаку, Азых Ходжавендского района; Гусейналылар, Сеюдлю, Ашагы Сирик, Каладжык, Моллагасанли, Аскерханлы, Юхары Нюсус, Ашуг Меликли, Нифталиляр, Керрар, Челебиляр Джебраильского района; Юхары Моллу, Ашагы Моллу, Ходжик, Караиманлы, Хандек, Гамзали, Мехризли, Гал, Баллыкая, Улашлы, Тинли, Ходжахан, Боюнагяр, Каракоюнлу, Черели Губадлинского района; Кечикли, Ордекли, Собу, Карагёз, посёлка Бартаз, стратегических высот Бартаз (2300 м), Сыгырт (1370 м) и Шукюратаз (2000 м), а также ещё пяти безымянных высот Зангеланского района; Гюлябирд, Сафьян, Тюркляр Лачинского района.
- 10 ноября — Подписание трёхстороннего заявления о прекращении огня в Нагорном Карабахе. Подписание этого соглашения ознаменовала победу в Вооружённом конфликте. В связи с этим начались демонстрации.
- 15 ноября — Ввод в эксплуатацию Трансадриатического газопровода
- 20 ноября — Агдамский район полностью перешёл под контроль армии Азербайджана[22][23].
- 25 ноября — Кельбаджарский район полностью перешёл под контроль армии Азербайджана[24].

## Декабрь
- 1 декабря — Лачинский район полностью перешёл под контроль армии Азербайджана[25].
- 10 декабря — Состоялся военный парад, посвященный победе в войне в Нагорном Карабахе[26].

## В науке
- 18 марта — В Узбекистане обнаружен редкий экземпляр рукописи «Диван» Шаха Исмаила Хатаи. Также обнаружены рукописи произведений Низами Гянджеви, Имадеддина Насими, Мухаммеда Физули[27]

## Умерли
- 27 марта — Рауф Бабаев, певец[28][29]